# Sorano
Sorano település Olaszországban, Toszkána régióban, Grosseto megyében. Lakosainak száma 3038 fő (2023. január 1.). Sorano Acquapendente, Castell’Azzara, Latera, Manciano, Pitigliano, Proceno, Semproniano és Onano községekkel határos.

## Népesség
A település lakossága az elmúlt években az alábbi módon változott:
| Lakosok száma | 3381 | 3322 | 3038 |
|               | 2017 | 2018 | 2023 |